# Thrypticomyia niveitibia
Thrypticomyia niveitibia är en tvåvingeart som först beskrevs av Alexander 1957.  Thrypticomyia niveitibia ingår i släktet Thrypticomyia och familjen småharkrankar.
Artens utbredningsområde är Moçambique. Inga underarter finns listade i Catalogue of Life.